# 프랜시스 허치슨
프랜시스 허치슨(영어: Francis Hutcheson, 1694년 8월 8일 - 1746년 8월 8일)은 아일랜드의 철학자이다. 얼스터 출신으로 그의 선조들은 스코틀랜드 장로교도이다.
스코틀랜드 계몽주의의 선구자로서 그의 후임자로 데이비드 흄, 애덤 스미스, 토머스 리드, 애덤 퍼거슨, 듀갈드 스튜어트(Dugald Stuart) 등이 있다. 그의 저서로는 '도덕 철학의 체계'가 있고, 이 저서를 통해 데이비드 흄과 애덤 스미스라는 위대한 철학자들을 탄생시켰다. 그는 이성위주의 지식체계에서 도덕적 감각이라는 새로운 용어를 활용하여, 사람의 본성 중에 다른 사람에 대한 자선적 행위가 이성보다 열정이나 의지에서 비톳되는 데, 이런 정서는 도덕적 감각에서 비롯된다고 주장하였다.

## 생애
- 1729년: 글래스고 대학교에서 도덕철학 학장으로 있던 게르솜 카마이클의 뒤를 이어 라틴어 대신에 최초로 영어로 강의를 하였다.

## 영향

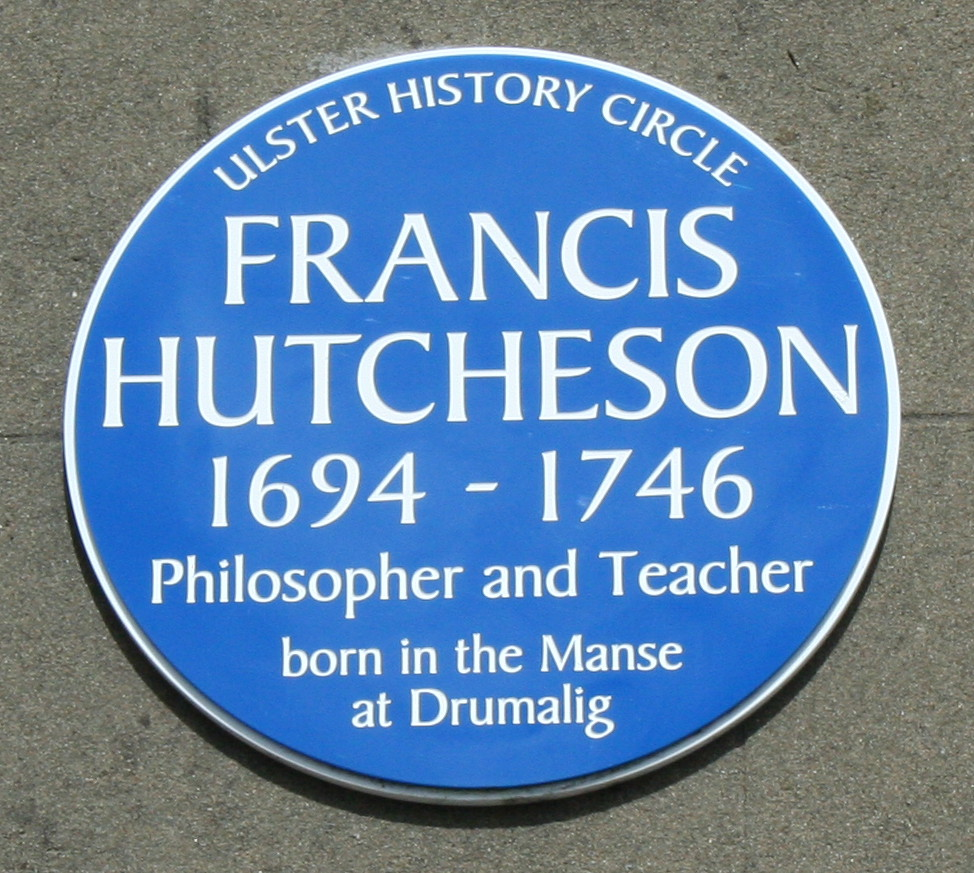
프란시스 허치슨 액자

그는 마르쿠스 툴리우스 키케로의 영향을 많이 받았고, 그의 휘그당 (영국)의 정치 철학은 후에 제임스 해링톤에게 영향을 끼쳤다.
애덤 스미스는 허치슨의 도덕철학 강의에 매료되었다고 전한다.

## 도덕적 감각(moral sense)과 정치철학
이 용어는 프랜시스 허치슨 뿐만 아니라, 스코틀랜드 계몽주의의 윤리학에서 보편적으로 쓰여진 말로, 기원은 덕(virtue)과 악덕(vice)의 차이를 인식하는 지성의 행위자로 정의할 수 있다. 즉, 개인은 덕을 추구하고 악덕을 멀리하는 것이 인간 본연의 본성으로 구분하였다. 이것은 이미 제3대 섀프츠베리 백작 앤서니 애슐리쿠퍼에 의해 제시되었다. 그와 샤프츠베리와의 공통점은 연민 또는 우정에 대한 감정은 도덕적 감정과 사회적 단체들(social economy)의 기초가 된다는 점이다.
허치슨은 자연적 상태(natural state)를 평화와 선의의 상태이고, 천연스러움(innocence) 과 선행을 베품(beneficence, benevolence)는 상태이며 폭력과 전쟁과 재산탈취가 없는 상태로 정의했다.
그는 본성적 권리(natural rights)가 자연의 상태에서 교화된(civilized) 사회의 상태로 이어진다고 주장하였다.
지도자 또는 통치자는 권력을 가지는 신이 임명한 권리가 없고, 그 권위는 사회 계약에 의해서만 주어진다고 보았다. 즉, 통치자의 권력은 오직 국민들이 진심어린 승낙(hearty consent)에 의해서만 주어진다고 보았다.
그가 말한 본성적 권리는 종교적 자유, 행복, 표현, 경제적 기회를 말하였고, 이것은 미국 독립 혁명의 학문적인 지지에 공헌하였다. 이것은 한마디로 통치를 받는 자가 만일 정부체제가 제대로 그들의 필요를 충족시키지 못한다면, 그 정부를 교체할 수 있는 권리가 있다는 것이다.
또한 토머스 홉스가 주장한 심리학적인 개인의 이익추구가 인간 본성의 제일 중요한 원인이라는 것을 부정하고 덕을 강조함으로 이 모든 사상은 프린스턴 대학의 총장이었던 존 위더스푼에게도 영향을 미쳤다.
또한 그는 그의 저서에서 정치적 행위는 궁극적으로 개인의 권리를 보호하는 것을 목적으로 하며, 이것은 개인이 가지고 있는 자유를 침범하지 않도록 하기 위함이라는 존 로크의 철학을 보다 구체적으로 확대하는 데에 기여하였다.
한 세대 후 허치슨과 고향이 같았던 애덤 스미스는 자유시장 경제를 변호하기 위해 자비로운 자연법칙과 관련한 이런 가정을 적용한 사람으로 가장 유명하다.

## 실용주의적 선택
허치슨이 가진 미덕의 선택 기준은 소수보다 다수에 더 많은 가치를 주는 것이었다. 즉, 최대다수의 최대행복의 실용주의 철학의 원조인 셈이다. 즉 행동을 선택하는 데 있어 미덕의 효용가치를 정량에 두는 실용주의적 가치관을 선호했다.

## 자유와 사유재산권
허치슨은 그 당시에 개인의 사유재산권에 대한 자유를 주장했는 데, 이것은 자유시장경제 원리의 초석을 세운 위대한 생각이었다. 애덤 스미스가 이런 사고를 그의 스승에게 배운 것은 그가 가진 국부론의 기초적 아이디어를 제공받은 셈이었다. 그는 또한 공산주의에 대한 반대의 생각을 가졌는 데, 만일 사람들이 열심히 일한 댓가를 모두가 공유한다면, 그 중의 가장 악한 사람들이 나머지 사람들을 노예로 삼을 것이다라고 주장했다.

## 비판
존 위더스푼은 그의 저서 '목회자들의 특징들'에서 허치슨을 풍자적으로 비판하였다. 그의 중도파적 특성들이 칼빈주의에서 벗어나 타락한 인간을 지나치게 높이 평가했다는 주장이었다. 하지만, 그가 프린스턴의 총장 재임시에는 허치슨의 도덕철학에 대한 강의를 하였다.

## 저서
- An Inquiry into the original of our ideas of beauty and virtue, in two treatises, 1725.
- An Inquiry concerning moral good and evil.
- Short Introduction to Moral Philosophy in Three Books Containing the Elements of Ethics and the Law of Nature. Glasgow: Robert Foulis, 1747.: 허치슨은 존 로크의 글에서 많은 부분을 이용하였다.
- A System of Moral Philosophy; To Which is prefixed some account of the life, writings and character of the author by William Leechman. London: A. Millar, 1755.

## 같이 보기
- 버나드 맨더빌
- 스코틀랜드 계몽주의
- 조너선 에드워즈
- 애덤 스미스